# آلشوسولنوک
آلشوسولنوک (به مجاری:  Alsószölnök) یک سکونتگاه مسکونی در مجارستان است که در واش واقع شده‌است.